# سنیرکویو (شهود)
سنیرکویو (به ترکی استانبولی: Senirköyü) یک منطقهٔ مسکونی در ترکیه است که در شهود (شهر) واقع شده‌است.